# Västra Knivskär
Västra Knivskär (Fins: Länsi Kniiskeri)  is een Zweeds eiland  behorend tot de Haparanda-archipel. Het eiland ligt ongeveer 20 kilometer ten zuiden van de plaats Haparanda. Het eiland heeft geen oeververbinding en heeft enige bebouwing dienende tot verblijfplaatsen. Op het eiland komt de Moehringia lateriflora, plaatselijk Ryssnarv (letterlijk Russisch nerf), voor.